# Баффи — истребительница вампиров (сезон 3)
Третий сезон американского телесериала «Баффи — истребительница вампиров» вышел в эфир 29 сентября 1998 года и завершился 22-м эпизодом 13 июля 1999 года. Эпизоды шоу выходили в эфир в 20:00 по вторникам. Выход в эфир эпизодов «Earshot» и «Graduation Day, Part Two» были отложены в связи с массовым убийством в школе «Колумбайн» из-за тематики серий. На DVD сезон вышел 7 января 2003 года.

## Сюжет
Переживая потерю любимого, Баффи полностью посвящает себя истреблению нечисти. Пока её не было в Саннидейле, друзья «заботились» о вампирах, и возврату Баффи не особо обрадовались, хотя и устроили вечеринку в её доме по этому поводу. Мама Баффи и Ксандер заявили, что она поступила эгоистично, резко уехав из города, никому не сказав об этом. Но позже все помирились, а директор Снайдер зачислил Баффи в выпускной класс, после того как Джайлз пригрозил ему. Кажется, всё наладилось…
Но каково же было удивление Баффи, когда в городе появляется ещё одна Истребительница по имени Фэйт. Девушка быстро стала своей в компании, но вскоре Баффи понимает, что для Фэйт границ между убийством вампира и человека не существует, что её жажда убивать — это нечто большее, чем просто выполнение обязанностей Истребительницы. У зловещего мэра Уилкинса III есть свои планы насчёт выпуска 1999 года. Он желает покорить мир и переродиться в могущественного демона.
В это время из ада возвращается Ангел, который похож на зверя и не в состоянии даже разговаривать. Позже Баффи помогает ему обрести себя, и они продолжают свой незаконченный роман. Баффи не рассказала никому о его возвращении, поэтому узнав об этом, друзья рассердились на неё, в особенности Ксандер и Джайлз, всё ещё тоскующий по погибшей Дженни. Ксандер рассказывает об этом Фэйт, и они вдвоём решают убить Ангела Энжела, к тому же считая, что он напал на Джайлза и хотел завладеть мистической перчаткой. Однако позже становится ясно, что эти события являются частью плана лженаблюдательницы, прибывшей из Англии, чтобы курировать Фэйт. Баффи не позволила Фэйт убить Ангела — в ходе борьбы всё прояснилось, и между друзьями вновь воцарился мир.
Между тем, в Саннидейл вновь возвращается Спайк, которого бросила Друзилла, и он хочет вернуть её любыми способами. Он пытается заставить Уиллоу сварить для него приворотное зелье, но нужны ингредиенты. Спайк похищает Уиллоу и Ксандера и запирает на фабрике. А когда Корделия и Оз находят их, то застают целующимися. Это стало концом для отношения Ксандера и Корди. Но Оз через некоторое время всё же нашёл в себе силы простить Уиллоу. Спайк вновь покидает город с надеждой вернуть Дру. Терзаемая болью измены, Корделия знакомится с Аньянкой — демоном возмездия, которая выполняет её желание: чтобы Баффи не появилась в Саннидейле. Всё это привело к ужасным последствиям новой реальности, где Уиллои и Ксандер — злобные вампиры, Корделия погибает, а жители города боятся заката. Джайлз уничтожает амулет Аньянки, чем возвращает жизнь в обычное русло
Ксандер осознаёт, что от него мало толку в компании Истребительницы и её друзей, каждый из которых обладает какими-то способностями, кроме него, поэтому он решился на парочку смелых поступков, вскоре поняв, что главная его проблема — склонность к болтовне. Юноша пытается стать более серьёзным и смелым, у него это хорошо получалось. Уиллоу в это время, испытывая недостаток внимания со стороны Баффи, которая всё своё время проводит с Фэйт, начала осваивать чёрную магию.
Баффи и Фэйт вместе отдыхают и вместе дежурят, уничтожая вампиров и остальную нечисть. Но однажды Фэйт случайно убила человека. Друзья пытались помочь ей, поговорить об этом, но поняли, что Фэйт всё равно. Убив человека, она переходит на сторону зловещего мэра и работает двойным агентом против Баффи, которая даже и не подозревает об этом. Джайлз не проходит Экзамен наблюдателей, так как он слишком близок со своей подопечной, и в Саннидейл присылают нового Наблюдателя — молодого и неопытного Уэсли Уиндам-Прайса для Баффи и Фэйт. Вскоре у него завязывается роман с Корделией.
Пришло время выпускного бала. Аньянка, превратившаяся в человека, стала просто Аней и пригласила Ксандера в качестве кавалера на бал. А Корделия подрабатывает в магазине одежды, чтобы купить себе платье, так как её отец лишился денег из-за разорения. Узнав об этом, Ксандер купил ей платье за свои деньги. На балу Корделия танцует с новым Наблюдателем. А Баффи ждали сразу два сюрприза: ей вручили сувенир Защитница класса, а Ангел пришёл на бал, чтобы станцевать последний танец с любимой перед своим отъездом.
Грядёт Восхождение мэра, которому помогает Фэйт. Все пытаются узнать, как побороть зловещего мэра. Между тем, Фэйт отравила Ангела ядовитой стрелой, и спасти его теперь можно только кровью Истребительницы. Новый Наблюдатель Баффи не хочет помогать Ангелу, и Баффи отказывается подчиняться ему и Совету наблюдателей. Узнав о двойной игре Фэйт, Баффи отправляется на решающую битву с ней, чтобы получить кровь Истребительницы для Ангела. Девушка смертельно ранит Фэйт, но той удаётся ускользнуть. Между тем, Баффи решает дать Ангелу своей крови — вампир выпивает слишком много, и девушке становится плохо. Её отвозят в городскую больницу, где находится и Фэйт в состоянии комы.
Баффи быстро приходит в себя, оправившись после переливания крови, и ребята начинают готовиться к битве с демоном, в которого переродится мэр во время солнечного затмения, которое должно произойти, когда мэр будет читать речь на церемонии вручения дипломов. Друзья решили привлечь к битве всех выпускников, а в школе заложили кучу взрывчатки. В ходе битвы мэр, превратившийся в гигантского демона-червя, съедает директора Снайдера, но Баффи заманила чудовище в школу и взорвала его там.
После тяжёлой битвы всё понимают, что они выжили и отсрочили очередной Апокалипсис, хотя многие школьники и погибли. Ангел понимает, что у них с Баффи нет будущего, и сразу после победы над злобным мэром покидает Саннидейл, уехав в Лос-Анджелес.

## В ролях

### Основной состав
- Сара Мишель Геллар — Баффи Саммерс
- Николас Брендон — Александер «Ксандер» Харрис
- Элисон Ханниган — Уиллоу Розенберг
- Каризма Карпентер — Корделия Чейз
- Энтони Стюарт Хэд — Руперт Джайлз
- Дэвид Борианаз — Ангел
- Сет Грин — Дэниэл «Оз» Озборн

### Приглашённые звёзды
- Кристин Сазерленд — Джойс Саммерс (16 эпизодов)
- Элайза Душку — Фэйт (13 эпизодов)
- Гарри Гронер — Мэр Ричард Уилкинс (11 эпизодов)
- Алексис Денисоф — Уэсли Виндэм-Прайс (9 эпизодов)
- Армин Шимерман — Директор Снайдер (8 эпизодов)
- Дэнни Стронг — Джонатан Левинсон (7 эпизодов)
- Ларри Бэгби— Ларри Блейсделл (5 эпизодов)
- К. Тодд Фриман — Мистер Трик (5 эпизодов)
- Джейсон Холл — Девон МакЛиш (5 эпизодов)
- Эмма Коулфилд— Аня Дженкинс (4 эпизода)
- Итан Эриксон — Перси Уэст (4 эпизода)
- Джек Плотник — Заместитель мэра Аллан Финч (4 эпизода)
- Фабрицио Филиппо — Скотт Хоуп (3 эпизода)
- Мерседес МакНаб — Хармони Кендэлл (3 эпизода)
- Саверио Герра — Стукач Вилли (2 эпизода)
- Элизабет Энн Аллен — Эми Мэдисон (1 эпизод)
- Робиа Ла Морте — Дженни Кэлендар/Изначальное Зло (1 эпизод)
- Джеймс Марстерс — Спайк (1 эпизод)
- Марк Меткалф — Мастер (1 эпизод)
- Робин Сачз — Итан Рэйн (1 эпизод)
- Джулия Ли — Лилли (1 эпизод)
- Энди Амбергер — Д’Хоффрин (1 эпизод)
- Харрис Юлин — Квентин Треверс (1 эпизод)

## Эпизоды
| № общий | № в сезоне | Название                                              | Режиссёр          | Автор сценария                                                      | Дата премьеры    | Произв. код | Зрители в США (млн) |
| --- | ---------- | ----------------------------------------------------- | ----------------- | ------------------------------------------------------------------- | ---------------- | ----------- | ------------------- |
| 35 | 1          | «Энн» «Anne»                                          | Джосс Уидон       | Джосс Уидон                                                         | 29 сентября 1998 | 3ABB01      | 7.1                 |
| Баффи пытается убежать от своего прошлого и начинает новую жизнь в другом городе. Но там встречает старую знакомую, которая просит её найти пропавшего любимого. Баффи вновь предстоит столкнуться с тёмными силами и спасти людей. А в Саннидейле Уиллоу, Ксандер и Корделия вынуждены сами противостоять вампирам. |            |                                                       |                   |                                                                     |                  |             |                     |
| 36 | 2          | «Вечеринка мертвеца» «Dead Man's Party»               | Джеймс Уитмор-мл. | Марти Ноксон                                                        | 6 октября 1998   | 3ABB02      | N/A                 |
| Баффи возвращается домой и встречает своих друзей за охотой на вампиров. Джойс вешает в доме старую африканскую маску, которая оживляет мертвецов. Во время вечеринки в честь возвращения Баффи их дом оказывается в осаде кровожадных зомби. Также истребительница пытается вернуться в свою школу, но директор Снайдер не в восторге от этой идеи. |            |                                                       |                   |                                                                     |                  |             |                     |
| 37 | 3          | «Вера, надежда и обман» «Faith, Hope & Trick»         | Джеймс А. Контнер | Дэвид Гринуолт                                                      | 13 октября 1998  | 3ABB03      | N/A                 |
| В городе появляется новая истребительница вампиров — Фейт, по чьим следам в Саннидейл приезжает очень древний вампир. Девушка сразу оказывается в центре внимания, потому Баффи начинает ревновать. Также главная героиня пытается наконец-то забыть свою любовь к Ангелу. |            |                                                       |                   |                                                                     |                  |             |                     |
| 38 | 4          | «Красавица и чудовища» «Beauty and the Beasts»        | Джеймс Уитмор-мл. | Марти Ноксон                                                        | 20 октября 1998  | 3ABB04      | N/A                 |
| В городе происходит жестокое убийство — жертва сильно истерзана каким-то зверем. Оз очень переживает, что это его вина. А из ада возвращается Ангел, чьё присутствие очень влияет на Баффи. И она предпочитает все держать в тайне. |            |                                                       |                   |                                                                     |                  |             |                     |
| 39 | 5          | «Королева бала» «Homecoming»                          | Дэвид Гринуолт    | Дэвид Гринуолт                                                      | 3 ноября 1998    | 3ABB05      | N/A                 |
| В школе начинается подготовка к ежегодному балу старшеклассников. После того, как Корделия по неосторожности ставит под сомнение достоинства Баффи, Истребительница решает выставить свою кандидатуру на титул Королевы бала, чтобы отобрать заветную корону у Корди. Тем временем мистер Трик приглашает в город наёмников и убийц. Деятельный вампир устраивает игру, целью которой должны стать Баффи и Фэйт. |            |                                                       |                   |                                                                     |                  |             |                     |
| 40 | 6          | «Сладости в фонд школьного оркестра» «Band Candy»     | Майкл Лэнг        | Джейн Эспенсон                                                      | 10 ноября 1998   | 3ABB06      | N/A                 |
| Баффи решает пока не рассказывать своим друзьям о возвращении Ангела, опасаясь, что они могут не понять произошедших с ним перемен. Тем временем директору Снайдеру приходится искать дополнительные средства для школьного оркестра, и он даёт каждому школьнику по коробке шоколада на продажу, чтобы на вырученные деньги купить всё необходимое. Вскоре в Саннидэйле все взрослые начинают вести себя, как самые настоящие подростки. Баффи, Уиллоу и Озу становится не до смеха, когда они понимают, что город остался абсолютно беззащитен перед вампирами, лишившись взрослых. |            |                                                       |                   |                                                                     |                  |             |                     |
| 41 | 7          | «Разоблачения» «Revealations»                         | Джеймс А. Контнер | Дуглас Петри                                                        | 17 ноября 1998   | 3ABB07      | N/A                 |
| В Саннидэйле появляется изысканная англичанка Гвендолин Пост, которой предстоит стать новым Наблюдателем Фэйт. Уиллоу и Ксандер продолжают целоваться втайне от своих друзей. Баффи и Фэйт замечают скрытое напряжение между двумя Наблюдателями, когда Гвендолин перехватывает инициативу у Джайлза и приказывает Истребительницам найти таинственную Перчатку Минегона, обладающую неимоверной мощью. Но у Баффи возникают осложнения, когда её друзья узнают о том, что Ангел жив. Тем временем Гвендолин и Джайлз выходят на след Перчатки, а Баффи изо всех сил стремится помешать Фэйт, которая полна решимости убить Ангела. |            |                                                       |                   |                                                                     |                  |             |                     |
| 42 | 8          | «Прогулка влюблённых» «Lovers Walk»                   | Дэвид Семел       | Дэн Веббер                                                          | 24 ноября 1998   | 3ABB08      | N/A                 |
| Баффи получает очень высокие оценки за очередной тест. Теперь Истребительница должна подумать о своём будущем, так как ей предоставляется великолепная возможность получить высшее образование в хорошем колледже. Тем временем в Саннидэйл возвращается Спайк, сильно переживающий свой разрыв с Друзиллой. Он похищает Уиллоу, чтобы та приготовила ему приворотное зелье. |            |                                                       |                   |                                                                     |                  |             |                     |
| 43 | 9          | «Желание» «The Wish»                                  | Дэвид Гринуолт    | Марти Ноксон                                                        | 8 декабря 1998   | 3ABB09      | N/A                 |
| Ксандр и Уиллоу пытаются помириться со своими возлюбленными после того, как те застукали их за поцелуем. Корделия переживают измену гораздо тяжелее, чем показывает. Именно поэтому ею заинтересовалась новенькая Аня, которая на самом деле является демоном. Корделия в присутствии Ани желает, чтобы Баффи никогда не появлялась в Саннидейле и не делала Ксандра героем в глазах девушки. Демонесса выполняет это желание. Корделии предстоит столкнуться с ужасными последствиями своего желания. |            |                                                       |                   |                                                                     |                  |             |                     |
| 44 | 10         | «Искупление» «Amends»                                 | Джосс Уидон       | Джосс Уидон                                                         | 15 декабря 1998  | 3ABB10      | N/A                 |
| В канун Рождества Ангел начинают посещать призраки его жертв. Оз и Уиллоу, наконец, мирятся. По настоянию матери Баффи приглашает Фейт на Рождественский ужин. Из-за своих видений Ангел не может найти себе покоя и идет просить помощи у Джайлза. Он пытается выяснить, почему его вернули из мертвых. Увидев призрак мисс Календер, Ангел в ужасе убегает. Они с Баффи одновременно видят сон об одной из жертв из прошлой жизни Ангела. Взволнованная девушка приходит за помощью к Джайлзу, и пока друзья ищут ответы на свои вопросы, Ангела пытают призраки его жертв. Выясняется, что его вернуло из мертвых Изначальное Зло, чтобы руками Ангела сеять смерть и убить Баффи. Ангел решает покончить с собой, чтобы нарушить эти планы. |            |                                                       |                   |                                                                     |                  |             |                     |
| 45 | 11         | «Пряничный домик» «Gingerbread»                       | Джеймс Уитмор-мл. | Сюжет: Таня Сент-Джон и Джейн Эспенсон Телесценарий: Джейн Эспенсон | 12 января 1999   | 3ABB11      | N/A                 |
| Джойс пытается приобщиться к ночной жизни дочери и находит на детской площадке мертвых детей с таинственными символами на руках. Миссис Саммерс создает и возглавляет народное движение МПК (Матери против культов) по борьбе с мистическими существами в городе. В городе начинается охота на подростков, интересующихся колдовством, конфискуют книги из библиотеки. Ксандер не может наладить отношения с Озом, а Уиллоу и Баффи со своими матерями. Оказывается, что это призраки убитых детей влияют на поведение родителей. |            |                                                       |                   |                                                                     |                  |             |                     |
| 46 | 12         | «Беспомощная» «Helpless»                              | Джеймс А. Контнер | Дэвид Фьюри                                                         | 19 января 1999   | 3ABB12      | N/A                 |
| Неожиданно Баффи обнаруживает, что потеряла свою силу. На одном из занятий Джайлз тайно сделал ей инъекцию какого-то снадобья. Это древняя традиция — Совет Наблюдателей лишает Истребительниц их силы и устраивает им опасное испытание, из которого они могут не выйти живыми. Но все выходит из-под контроля Совета и монстр вырывается наружу. |            |                                                       |                   |                                                                     |                  |             |                     |
| 47 | 13         | «Бесполезный» «The Zeppo»                             | Джеймс Уитмор-мл. | Дэн Веббер                                                          | 26 января 1999   | 3ABB13      | N/A                 |
| Ксандер начинает комплексовать и чувствовать себя ненужным в компании Истребительницы. Он бросается на поиски собственной фишки и связывается с дурной компанией, пока новый апокалиптический культ пытается открыть Адскую Пасть. |            |                                                       |                   |                                                                     |                  |             |                     |
| 48 | 14         | «Плохие девчонки» «Bad Girls»                         | Майкл Лэнг        | Дуглас Петри                                                        | 9 февраля 1999   | 3ABB14      | N/A                 |
| Коварные планы мэра близки к воплощению в жизнь. В городе появляется новый Наблюдатель, с которым у Баффи и Джайлза складываются натянутые отношения. Древний вампирский орден пытается отыскать амулет своего основателя Бальтазара. Фэйт пытается разбудить в Баффи чувство удовольствия от работы Истребительницы и начинает на неё пагубно влиять, но все меняется, когда Фэйт без сожалений убивает человека. |            |                                                       |                   |                                                                     |                  |             |                     |
| 49 | 15         | «Последствия» «Consequences»                          | Майкл Гершман     | Марти Ноксон                                                        | 16 февраля 1999  | 3ABB15      | N/A                 |
| Мэру не хватает его таинственно убитого помощника. Баффи мучают угрызения совести из-за непреднамеренного убийства Фейт человека. Ангел начинает что-то подозревать. У истребительниц происходит серьёзный разговор, где их мнения расходятся. Между новым наблюдателем и Корделией пробегает искра. Фейт пытается настроить Джайлза против Баффи. Но та, несмотря на все злодеяния подруги, не теряет надежды помочь ей. |            |                                                       |                   |                                                                     |                  |             |                     |
| 50 | 16         | «Страна двойников» «Doppelgangland»                   | Джосс Уидон       | Джосс Уидон                                                         | 23 февраля 1999  | 3ABB16      | N/A                 |
| Директор Снайдер заставляет Уиллоу подтянуть по учёбе лучшего спортсмена школы, и из-за этого у неё начинаются комплексы. Пока Истребительницы проходят испытания совета, мэр всячески балует Фейт, согласившуюся шпионить для него в компании Баффи. Аньянка пытается вернуть свою силу любыми путями. Воспользовавшись состоянием Уиллоу, она соблазняет её на проведение магического заклинания, последствия которого оказываются ужасными: из параллельного мира появляется Уиллоу-вампирша. |            |                                                       |                   |                                                                     |                  |             |                     |
| 51 | 17         | «Враги» «Enemies»                                     | Дэвид Гроссман    | Дуглас Петри                                                        | 16 марта 1999    | 3ABB17      | N/A                 |
| Фэйт и мэр Уилкинс придумывают очередной коварный план. Пока Уэсли и Джайлз пытаются узнать подробности о таинственном Восхождении, Баффи начинает опасаться за свои отношения с Ангелом, в которые вмешивается Фэйт. После неудачной попытки соблазнения Фэйт приходится прибегнуть к своему последнему средству — при помощи могущественного Колдуна ей удаётся лишить Ангела души. Анджелас вернулся к жизни и он полон решимости отомстить той, которая отправила его в Ад. Ничего не подозревающая Баффи сама приходит в ловушку, расставленную её врагами, в то время как Уэсли, Корделия, Уиллоу и Оз узнают интересные подробности о мэре Саннидэйла. Мстительная Фэйт собирается взять реванш над Баффи, но пока она даже не догадывается о запутанной игре, которую ведут её противники.                                                     |            |                                                       |                   |                                                                     |                  |             |                     |
| 52 | 18         | «Голоса» «Earshot»                                    | Реджис Кимбл      | Джейн Эспенсон                                                      | 21 апреля 1999   | 3ABB18      | N/A                 |
| Во время схватки с двумя демонами Истребительница заражается так называемой «демонической наследственностью». Пока Джайлз пытается разобраться в подробностях этого происшествия, Баффи с восторгом понимает, что теперь она может читать чужие мысли. Поначалу она воспринимает это как дар, но вскоре начинает думать иначе. Постепенно на девушку обрушивается целый шквал чужих мыслей, которые она не в состоянии заблокировать. Уиллоу вместе с остальными разыскивают таинственного убийцу, планирующего совершить в школе массовую резню, а Баффи отправляется домой, чтобы изолироваться от чужих мыслей. Джайлз и Уэсли находят способ исцеления Истребительницы и Ангелу предстоит найти необходимое лекарство и спасти Баффи от наступающего на неё безумия.                                                                               |            |                                                       |                   |                                                                     |                  |             |                     |
| 53 | 19         | «Решения» «Choices»                                   | Джеймс А. Контнер | Дэвид Фьюри                                                         | 4 мая 1999       | 3ABB19      | N/A                 |
| Для Баффи и её друзей наступает время подумать о своём будущем. Уиллоу уже получила приглашения в самые престижные университеты мира, в то время как обязанности Истребительницы мешают Баффи планировать свою дальнейшую жизнь. Одновременно с этим Джайлз, Баффи и Уэсли решают активизировать свои действия, чтобы узнать больше о планах Фэйт и мэра Уилкинса. Им удаётся заполучить загадочный Ящик Гаврока, который должен стать одним из ключевых элементов Восхождения. Но после того как в плен попадает Уиллоу, Баффи решает пойти на сделку с мэром Уилкинсом. Тем временем Ангелу предстоит серьёзно пересмотреть перспективы своего будущего рядом с Баффи. Для всех друзей наступает ответственное время принятия решений. |            |                                                       |                   |                                                                     |                  |             |                     |
| 54 | 20         | «Выпускной бал» «The Prom»                            | Дэвид Соломон     | Марти Ноксон                                                        | 11 мая 1999      | 3ABB20      | N/A                 |
| Приближается время выпускного бала для Баффи, Ксандера, Уиллоу, Оза и Корделии. Однако подготовка к празднику омрачается, когда Истребительница узнаёт о новой опасности, которая может угрожать всем выпускникам. Мстительный школьник собирается натравить на выпускников кровожадных Адских Гончих — жестоких демонов, созданных специально для убийства. В то время как Ксандер узнаёт секрет Корделии, Баффи приходится пережить настоящее потрясение после разговора с Ангелом, который принял окончательное решение о своих дальнейших отношениях с Баффи. Тем не менее, Истребительницу ждут и приятные мгновения на выпускном балу, хотя она прекрасно понимает, что это лишь затишье перед большой бурей. |            |                                                       |                   |                                                                     |                  |             |                     |
| 55 | 21         | «Окончание школы (Часть 1)» «Graduation Day (Part 1)» | Джосс Уидон       | Джосс Уидон                                                         | 18 мая 1999      | 3ABB21      | N/A                 |
| В школе Саннидэйла заканчивается подготовка к церемонии вручения дипломов, почётным гостем на которой станет мэр Ричард Уилкинс III. Баффи и её друзья с тревогой ожидают дня окончания школы, когда наступит загадочное Восхождение. Пока Истребительница выясняет мотивы очередного убийства, совершенного руками Фэйт, Ксандеру удаётся найти единственного свидетеля, располагающего ценной информацией о Восхождении. Тем временем, жизнь Ангела оказывается в большой опасности, когда Фэйт отравляет его смертельным ядом, противоядием от которого может стать только кровь Истребительницы вампиров. Чтобы спасти жизнь своего возлюбленного, Баффи приходится действовать вопреки воле Совета Наблюдателей. Она собирается исцелить Ангела при помощи крови Фэйт, и теперь наступает время для решающей битвы между двумя Истребительницами. |            |                                                       |                   |                                                                     |                  |             |                     |
| 56 | 22         | «Окончание школы (Часть 2)» «Graduation Day (Part 2)» | Джосс Уидон       | Джосс Уидон                                                         | 13 июля 1999     | 3ABB22      | N/A                 |
| После схватки с Баффи Фэйт впадает в состояние комы и разъярённый мэр Уилкинс собирается отомстить всем её обидчикам. Баффи в очередной раз оказывается на грани жизни и смерти, когда ей удаётся заставить Ангела выпить её кровь, чтобы исцелиться от яда. Находясь в коме, обе Истребительницы встречаются в общем видении, и Баффи узнаёт о том, как можно победить мэра Уилкинса после его Восхождения. Истребительница приходит в сознание и вместе с друзьями начинает активную подготовку к сражению. Итак, наступает торжественная церемония окончания школы на которой мэр Ричард Уилкинс III после торжественной речи превращается в гигантского змееподобного демона. Но он даже не подозревает о том, что на его пути встанут выпускники школы Саннидэйла 1999 года во главе с Истребительницей вампиров.                                 |            |                                                       |                   |                                                                     |                  |             |                     |